# 厚唇黑慈魚
厚唇黑慈魚為黑慈魚屬的唯一一種，屬輻鰭魚綱䲁形目慈鯛科，分布於非洲馬拉威湖流域，為特有種，棲息深度可達30公尺，體長可達11.5公分，生活在岩石底部水域，生活習性不明，可作為觀賞魚。

## 擴展閱讀
- 維基物種上的相關：厚唇黑慈魚